# José Aguilar (Radsportler)
José R. Aguilar Rodríguez (* 24. Dezember 1980) ist ein ehemaliger venezolanischer Radrennfahrer.
José Aguilar wurde 2003 bei der Vuelta a Venezuela einmal Etappendritter. 2006 wurde er Dritter beim Clasico Ciudad de Valencia und jeweils einmal Etappenzweiter bei der Vuelta al Estado Portugesa und bei der Vuelta al Oriente. In der Saison 2007 wurde er Dritter bei Virgen de la Candelaria und Zweiter beim Clasico Ciudad de Valencia. Außerdem gewann er mit seiner Mannschaft Fundadeporte Carabobo den Clasica Federación Venezuela. 2012 siegte er beim Clásico de Arapuey. Ende des Jahres beendete er seine sportliche Karriere.

## Erfolge
2007
- Clásica Federación Venezuela

2008
- Clásico Aniversario de la Federación Venezolana